# TERYT
TERYT (Krajowy Rejestr Urzędowy Podziału Terytorialnego Kraju) — официальный государственный реестр территориального деления в Польше, находящийся в ведении Главного статистического управления — пол. Główny Urząd Statystyczny (GUS)).
TERYT был введён распоряжением Совета министров от 25 декабря 1998 года опубликованном в Вестнике законов № 157 п. 1031. Содержит системы:
- идентификаторов и названий единиц административного деления TERC10
- идентификаторов и названий местностей SIMC10
- статистических районов и регистрационных округов BREC10
- адресной идентификации улиц, недвижимости, зданий и квартир NOBC10.

Идентификаторы реестра TERYT являются обязательным стандартом территориальной идентификации для управлений, ведущих государственные реестры, применяются в государственной статистике, а также дают возможность интеграции данных.
Реестр является гласным. Данные из него предоставляют воеводские статистические управления и ГСУ.